# Tucquegnieux
Tucquegnieux – miejscowość i gmina we Francji, w regionie Grand Est, w departamencie Meurthe i Mozela.
Według danych na rok 1990 gminę zamieszkiwało 3017 osób, a gęstość zaludnienia wynosiła 329 osób/km² (wśród 2335 gmin Lotaryngii Tucquegnieux plasuje się na 144. miejscu pod względem liczby ludności, natomiast pod względem powierzchni na miejscu 656.).